# Boglundsängen

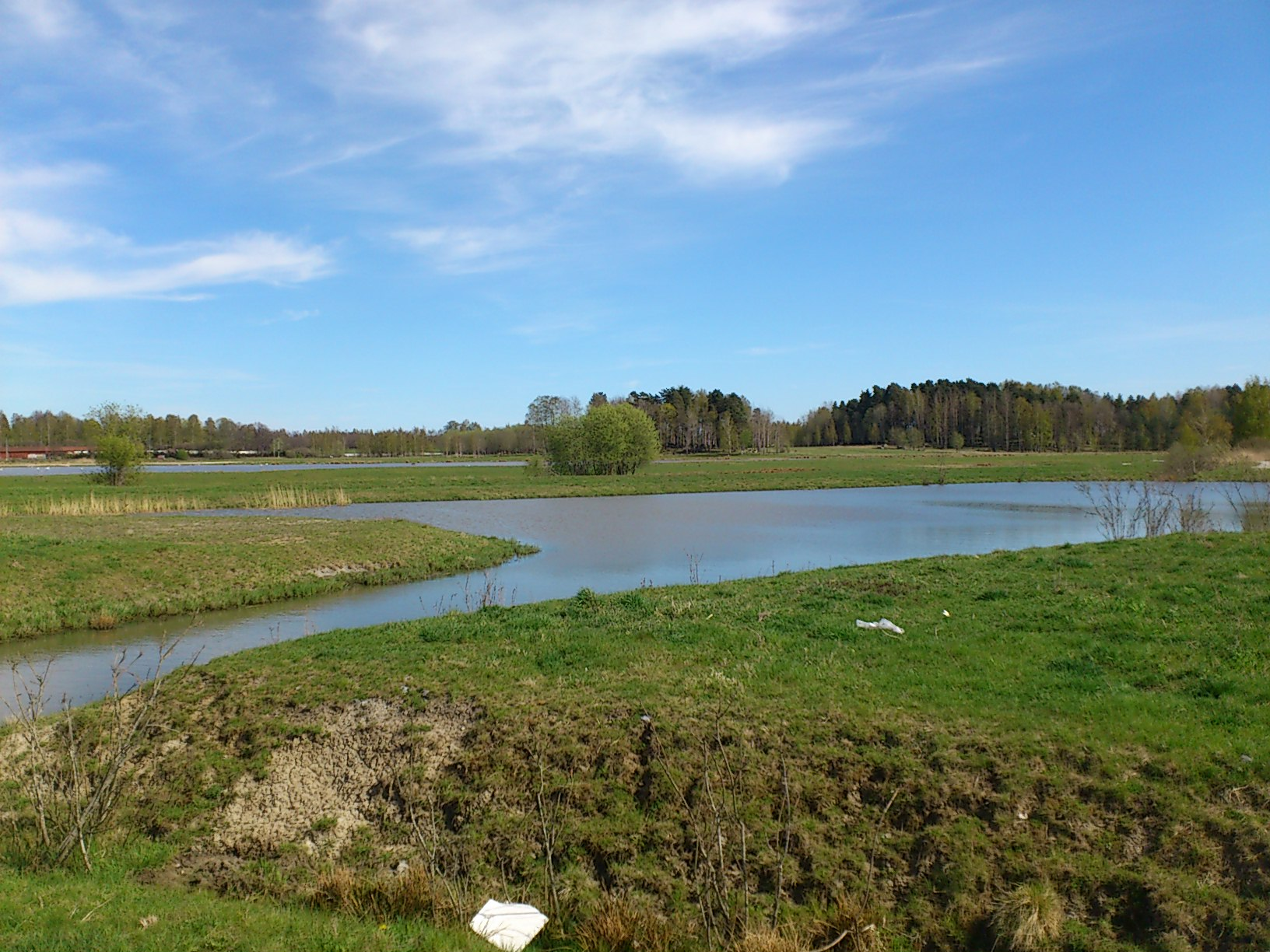
Från Boglundsängens naturreservat

Boglundsängen (även känt som Vivalla företagsby) är ett företagsområde i norra Örebro, mellan Vivalla och Norra kyrkogården. I söder begränsas området av Västerleden. Området, som till stor del består av sankmark, började bebyggas under 1970- och 1980-talen. Området, som omfattar cirka 80 tunnland, tillhörde före 1937 delvis Längbro landskommun.

## Historik
Området tillhörde före reformationen kyrkan och klostren. Kronojorden Boglund bildades på 1500-talet när denna mark indrogs. Den lades under Örebro norra kungsladugård. Senare lades marken som understöd till majorsbostället Varberga gård. Ytterligare senare såldes marken till omgivande byar, och förvärvades slutligen av Örebro stad i mitten av 1900-talet .

## Boglundsängen idag
Inom området ligger bland annat Örebro garnison med Försvarsmaktens telekommunikations- och informationssystemförband (FMTIS) och Örebro-Värmlandsgruppen (ÖVG). Vidare finns ett Eurostopkomplex med ICA Maxi nära motorvägen, liksom Plantagen- och Biltema-varuhus, samt en inomhusgolfhall. Under 2009 anlades en ny väg som förbinder området med Lundby och Kåvi.
Öster om företagsområdet finns en 2006 anlagd våtmark längs Lillån, där ett naturreservat inrättats . Huvudsyftet med våtmarken är att rena vattnet från omkringliggande områden och från Lillån. Våtmarken lockar också till sig stora mängder fåglar, särskilt under flyttperioderna på våren och hösten. Det finns en promenadsträcka på 3,3 km i området. Från Boglundsängen kan man promenera eller cykla längs med Lillån och Lilla Å-promenaden till naturreservatet Rynningeviken vid Hjälmaren.